# Lennart Ranghusen

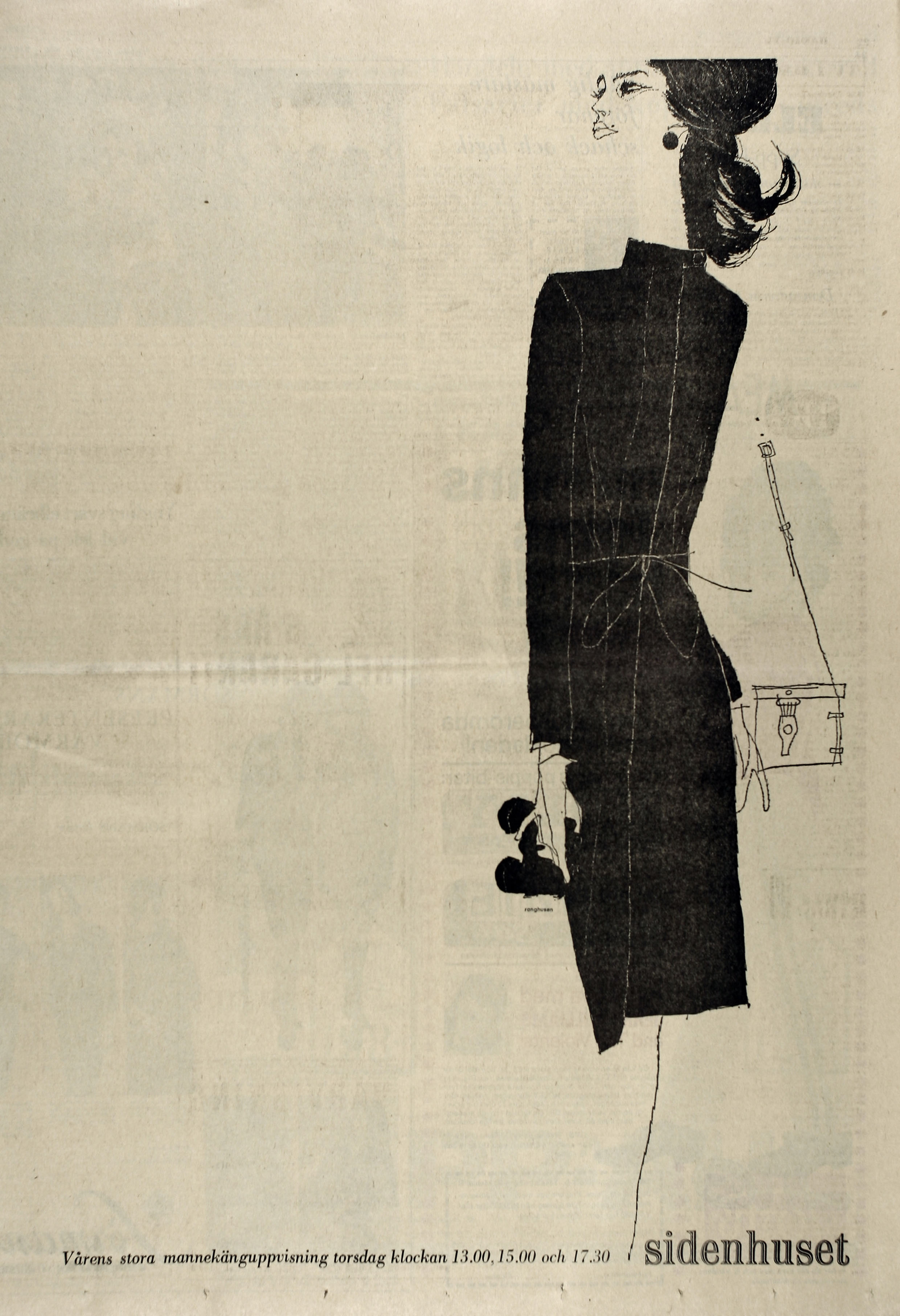
En teckning av Ranghusen i en annons för Sidenhuset

Karl Gustaf Lennart Ranghusen, född 10 juni 1924 i Klara församling i Stockholm, död 10 december 2015 i Oscars församling i Stockholm, var en svensk illustratör, modetecknare och art director.
Ranghusen började sin karriär på 1950-talet, ursprungligen som tecknare och bildkonstnär. Han var verksam både som typograf, formgivare och illustratör. Han blev bland annat känd för sina illustrerade annonser för modevaruhuset Sidenhuset, för vilka han fick ett Platinaägg 20 år efteråt. I dessa annonser skapade hans förenklade tuschteckningar en kontroll av linje och yta som ansetts göra dem till en av svensk reklamkonsts höjdpunkter. Ranghusen publicerade från 1951 en egen tidskrift, livsstilsmagasinet BAR.
På senare år bytte Lennart Ranghusen karriär och var verksam som affärsman i Sverige och Schweiz. Han är gravsatt i minneslunden på Norra begravningsplatsen utanför Stockholm.